# Copernicia gigas
Espèce
Synonymes
- Copernicia excelsa León[1]
- Copernicia vespertilionum León[1]

Statut de conservation UICN

 VU B1+2e : Vulnérable
Copernicia gigas est une espèce de plantes de la famille des Arecaceae.

## Publication originale
- Kongliga Svenska Vetenskaps Academiens Handlingar, Ny Följd 6(7): 3, t. 1. 1929.